# Rancho Palma
Rancho Palma o también llamado Miguel Aguilar es una comunidad rural perteneciente al municipio de Córdoba, Veracruz.
Se localiza a 990 m de altitud. Cuenta con aproximadamente 850 habitantes.

## Actividades
Su principal actividad productiva es la siembra de café y otros cultivos menores, como plátano, chile, calabaza, entre otros, así como en menor escala la ganadería.